# Onthophagus kulzeri
Onthophagus kulzeri är en skalbaggsart som beskrevs av Frey 1958. Onthophagus kulzeri ingår i släktet Onthophagus och familjen bladhorningar. Inga underarter finns listade i Catalogue of Life.